# Columba McVeigh
Columba McVeigh (né en 1956 et mort le 1er novembre 1975) est un jeune homme d'Irlande du Nord qui a été enlevé et très probablement assassiné par l'Armée républicaine irlandaise provisoire (IRA) . Il a été répertorié comme l'un des « disparus » par la  Commission indépendante pour la localisation des restes des victimes (en). En 2024, la diffusion d'une mini-série télévisée permet de recueillir un nouveau témoignage qui relance l'enquête.

## Disparition
Ce jeune homme de dix-neuf ans originaire de Donaghmore (en), dans le comté de Tyrone, a disparu en novembre 1975,. L'IRA affirme qu'il a avoué être un agent de renseignement de l'armée britannique chargé d'infiltrer ses rangs, mais cette organisation n'a jamais indiqué clairement les raisons de ces soupçons. Les premières recherches menées pour retrouver son corps en 2003, 2011 et 2012 ont été infructueuses. En septembre 2018, des archéologues judiciaires ont commencé à fouiller la tourbière de Braggan, à proximité du village d'Emyvale (en). Ces fouilles se sont achevées en septembre 2019, après avoir été interrompues entre novembre 2018 et juin 2019. En charge du dossier, l'enquêteur principal Joe Hill a déclaré : « Si Columba avait été là, nous l'aurions trouvé ».
En 2023, une 6e campagne de recherche est entreprise dans la même tourbière, à la suite d'un nouveau témoignage et toujours sans résultat. En novembre 2024, à la suite de la diffusion de la série Ne dis rien de Joshua Zetumer, un nouveau témoin se manifeste auprès du Belfast Telegraph et met en cause un des représentants du Sinn Féin qui aurait creusé la tombe pensant creuser un trou destiné à devenir une cache d'armes.

## Liens
- (en) Keith Duggan, « Columba McVeigh: A lost life brought into sharper focus », sur www.irishtimes.com, Irish Times, 19 mai 2018 (consulté le 2 mai 2025)